# خوان كارلوس (لاعب كرة قدم)
خوان كارلوس (بالإسبانية: Juan Carlos Rodríguez Moreno)‏ (19 يناير 1965 بليون في إسبانيا - ) هو مدرب كرة قدم ولاعب كرة قدم إسباني في مركز الدفاع. شارك مع منتخب إسبانيا تحت 21 سنة لكرة القدم ومنتخب إسبانيا لكرة القدم. أما مع النوادي، فقد لعب مع أتلتيكو مدريد وريال بلد الوليد ونادي برشلونة ونادي فالنسيا.

## وصلات خارجية
- خوان كارلوس على موقع قاعدة بيانات كرة القدم.إي يو (الإنجليزية)
- خوان كارلوس على موقع ناشيونال فوتبول تيمز (الإنجليزية)